# Dibamus celebensis
Espèce
Dibamus celebensis est une espèce de sauriens de la famille des Dibamidae.

## Répartition
Cette espèce est endémique de Sulawesi en Indonésie.

## Étymologie
Son nom d'espèce, composé de celeb[e] et du suffixe latin -ensis, « qui vit dans, qui habite », lui a été donné en référence au lieu de sa découverte, les Célèbes sont l'ancien nom de Sulawesi.

## Publication originale
- Schlegel, 1858 : Handleiding tot de Beoefening der Dierkunde. Breda, Koninklijke Militaire Akademie, vol. 2 (texte intégral).